# Бубашинтер
„Бубашинтер“ је југословенски филм из 1971. године. Режирао га је Милан Јелић, а сценарио су писали Љубиша Козомара и Гордан Михић.

## Радња
Уништавање бубашваба у магацину пекаре је први задатак који пекар поверава своме петнаестогодишњем сину, надајући се да ће га тако из света сањалица превести у свет трудбеника. Разлог за неуспех у послу отац налази у дечаковом несређеном сексуалном животу, па га води у један мотел. Пошто и тај покушај остаје без успеха, отац диже руке. Дечака ће у свет секса увести тетка, распуштеница, на њој својствени начин.

## Занимљивости
Своју прву улогу у овом филму одиграла је Злата Петковић.

## Улоге
| Глумац                | Улога                 |
| --------------------- | --------------------- |
| Драган Радуловић      | Милан Гашић           |
| Гизела Вуковић        | Тетка Милеса Гашић    |
| Данило Бата Стојковић | Живан Гашић           |
| Радмила Савићевић     | Ајка Гашић            |
| Злата Петковић        | Душица                |
| Жарко Бајић           | Стојадин Чарнић       |
| Душан Јанићијевић     | Стојадинов шурак      |
| Мелита Бихали         | Миланка Јелић         |
| Милан Срдоч           | Друг из Завода        |
| Драгомир Фелба        | Друг из Завода (глас) |
| Љерка Драженовић      | Тржишна инспекторка   |
| Милан Јелић           | Светислав Јелић       |
| Јованка Котлајић      | Миланова баба         |
| Тома Курузовић        | Капетан               |
| Љубомир Ћипранић      | Пекар Јосиф Бранковић |
| Живка Матић           | Соја                  |
| Војислав Мићовић      | Ђока Гуглета          |
| Драгољуб Војнов       | Словенац              |
| Мирослава Николић     | Курва                 |
| Душан Бајчетић        |                       |
| Риста Ђорђевић        |                       |
| Мирослав Хлушичка     |                       |
| Богдан Јакуш          |                       |
| Славица Јеремић       |                       |
| Дамњан Клашња         |                       |
| Адам Митић            |                       |
| Милена Павићевић      |                       |
| Матилда Спилар        |                       |
| Бранко Стефановић     |                       |

## Културно добро
Југословенска кинотека је, у складу са својим овлашћењима на основу Закона о културним добрима, 28. децембра 2016. године прогласила сто српских играних филмова (1911-1999) за културно добро од великог значаја. На тој листи се налази и филм "Бубашинтер".